# Ralph Backstrom
Pour les articles homonymes, voir Backstrom.
Ralph Gerald Backstrom (né le 18 septembre 1937 à Kirkland Lake ville de l'Ontario au Canada et mort le 7 février 2021) est un joueur professionnel de hockey.

## Carrière
Il joue d'abord durant deux saisons avec le Canadien junior de Montréal de la Ligue de hockey junior du Québec (ancêtre de la LHJMQ), avant d'être transféré aux Canadiens de Ottawa-Hull de l'Association de hockey de l'Ontario, aujourd'hui Ligue de hockey de l'Ontario. Les Canadiens de Ottawa-Hull sont alors la plus haute équipe junior affiliée aux Canadiens de Montréal dans l'est du Canada. Il est le capitaine de l'équipe alors qu'elle accède à la Coupe Memorial en 1958.
La saison suivante, il se présente au camp d'entraînement du grand club. Il joue si bien que les dirigeants du CH décident de le garder avec l'équipe plutôt que de l'envoyer dans leur filiale de la Ligue américaine de hockey, les Americans de Rochester. Cette année-là, Backstrom sait remercier ses patrons en récoltant 40 points et le trophée Calder, remis à la recrue de l'année dans la LNH , trophée qu'il remporte d'ailleurs avec plus du double de vote sur le second en lice, Carl Brewer des Maple Leafs de Toronto. L'année suivante, il impressionne grandement l'entraîneur-chef, Toe Blake, en emportant au camp d'entraînement un grand dévouement au jeu et un enthousiasme contagieux. Bien que sa production offensive chute à 28 points, il sait solidifier sa position d'attaquant-défensif et devient un joueur clef de l'équipe.
Malgré le fait que deux joueurs de centre le surclassent, Jean Béliveau et Henri Richard, il aide l'équipe à remporter six coupes Stanley. Il connaît cinq saisons de plus de 20 buts avec les Canadiens, dont une de 27 en 1961-1962, un sommet pour lui en carrière.
Vers la fin des années 1960, Backstrom sent qu'il a accompli tout ce qu'il pouvait dans l'uniforme du Canadien : il connut deux longues léthargies très frustrantes pour lui, une notamment, en 1968-1969, où durant 20 parties consécutives il ne réussit à marquer aucun but. Un fait marquant dans sa carrière est arrivé le 10 avril 1969 où il marqua son tout premier but gagnant en prolongation, contre les Bruins de Boston dans le premier match des demi-finales.
Durant l'entre-saison de 1970, il est devenu évident qu'il voulait un changement de paysage, et de préférence sur la côte-Ouest. La pensée de revenir à Montréal en tant que joueur de rôle était si décourageante qu'il signifie même à la direction du club son intention de se retirer de la compétition. Mais il change d'idée et se présente au camp d'entraînement. Son incertitude le hantant encore, il quitte l'équipe avant le début de la saison pour revenir encore, mais cette fois-ci les dirigeants du club décident de l'utiliser comme joueur de remplacement seulement.
Finalement, sa requête est entendue et Backstrom est échangé aux Kings de Los Angeles. Le directeur général du Canadien, Sam Pollock, manœuvra d'une main de maître : en mai 1970, il réussit à obtenir des Seals d'Oakland leur choix de première ronde au prochain repêchage, et comme les Seals connaissaient une très mauvaise saison, ceci donnait toutes les chances à Pollock d'obtenir le tout premier choix et ainsi de pouvoir récupérer la jeune sensation qu'était Guy Lafleur. Cependant les Kings connaissaient également beaucoup de difficultés et risquaient de repêcher avant le CH. Pollock choisit donc d'offrir Backstrom au Kings, qui de ce fait même, connurent une flagrante amélioration. Backstrom y connut un regain de vie.
En février 1973, il fut acquis par les Black Hawks de Chicago avec qui il compta les six derniers de ses 278 buts marqués en un peu plus de 1 000 parties dans la Ligue nationale de hockey. Cette année-là, il atteignit la marque des 20 buts ou plus en une saison pour la 7e et dernière fois dans la LNH.
Avant le début de la saison 1973-74, il décide de rejoindre les Cougars de Chicago, de l'Association mondiale de hockey. À cette première saison, il compta 83 points et reçut le trophée Paul-Deneau, remis au joueur jugé le plus fair-play parmi les joueurs de l'AMH.
Quelques semaines plus tard, il fut invité par les dirigeants de l'Association mondiale de hockey à prendre part à la série de 1974 qui verra les meilleurs joueurs de cette ligue croiser le fer avec les meilleurs joueurs de l'URSS. Il y joua avec comme partenaire de trio de Mark et Gordie Howe, Backstrom fut superbe sur glace et finit parmi les meilleurs pointeurs du tournoi avec une récolte de huit points en autant de parties. Cependant, il connut une saison 1974-1975 difficile avec les Cougars, ne récoltant que 39 points, et le club décida de ne pas le protéger pour le repêchage d'expansion qui avait lieu au mois de mai 1975. Il y fut repêché par les Spurs de Denver avec qui il ne joua qu'une demi-saison avant d'être échangé à nouveau, cette fois, aux Whalers de la Nouvelle-Angleterre avec qui il terminera sa carrière, récoltant 48 points.

### Carrière d'entraîneur
En 1980-1981, Backstrom effectue un retour dans la LNH, mais cette fois-ci à titre d'entraîneur adjoint chez les Kings de Los Angeles. Il n'y reste que le temps d'une saison avant de prendre les rênes de l'équipe de hockey des Pioneers de Denver qui évolue dans la Western Collegiate Hockey Association, une conférence de la NCAA.
Après trois saisons à la barre de cette équipe, il se joint en 1990 aux Roadrunners de Phoenix de la défunte Ligue internationale de hockey et ce à titre d'entraîneur en chef.

## Parenté dans le sport
Il est cousin avec le joueur de hockey, Daren Puppa.

## Statistiques
| Saison     | Équipe                            | Ligue      |       | Saison régulière | Saison régulière | Saison régulière | Saison régulière | Saison régulière | Saison régulière |    | Séries éliminatoires | Séries éliminatoires | Séries éliminatoires | Séries éliminatoires | Séries éliminatoires | Séries éliminatoires |
| Saison     | Équipe                            | Ligue      | PJ    | B                | A                | Pts              | Pun              | +/-              | PJ               | B  | A                    | Pts                  | Pun                  | +/-                  |                      |                      |
| 1954-1955  | Canadien junior de Montréal       | LHJQ       | 21    | 7                | 6                | 13               | —                | 2                | 5                | 2  | 1                    | 3                    | —                    | 4                    |                      |                      |
| 1955-1956  | Canadien junior de Montréal       | LHJQ       | 18    | 10               | 8                | 18               | —                | 4                |                  |    |                      |                      |                      |                      |                      |                      |
| 1956       | Canadien junior de Montréal       | Memorial   | 10    | 5                | 4                | 9                | —                | 6                |                  |    |                      |                      |                      |                      |                      |                      |
| 1956-1957  | Canadiens de Montréal             | LNH        | 3     | 0                | 0                | 0                | —                | 0                |                  |    |                      |                      |                      |                      |                      |                      |
| 1956-1957  | Canadiens de Hull-Ottawa          | AHO jr.    | 18    | 10               | 8                | 18               | —                | 4                |                  |    |                      |                      |                      |                      |                      |                      |
| 1956-1957  | Canadiens de Hull-Ottawa          | EOHL       | 18    | 7                | 10               | 17               | —                | 4                |                  |    |                      |                      |                      |                      |                      |                      |
| 1957       | Canadiens de Hull-Ottawa          | Memorial   | 15    | 17               | 11               | 28               | —                | 19               |                  |    |                      |                      |                      |                      |                      |                      |
| 1957-1958  | Canadiens de Montréal             | LNH        | 2     | 0                | 1                | 1                | —                | 0                |                  |    |                      |                      |                      |                      |                      |                      |
| 1957-1958  | Royaux de Montréal                | LHQ        | 1     | 0                | 1                | 1                | —                | 0                |                  |    |                      |                      |                      |                      |                      |                      |
| 1957-1958  | Canadiens de Hull-Ottawa          | OHA Jr.    | 26    | 24               | 27               | 51               | —                | 64               |                  |    |                      |                      |                      |                      |                      |                      |
| 1957-1958  | Canadiens de Hull-Ottawa          | EOHL       | 33    | 21               | 25               | 46               | —                | 13               |                  |    |                      |                      |                      |                      |                      |                      |
| 1958       | Canadiens de Hull-Ottawa          | Memorial   | 13    | 17               | 9                | 26               | —                | 24               |                  |    |                      |                      |                      |                      |                      |                      |
| 1957-1958  | Americans de Rochester            | LAH        | 2     | 0                | 0                | 0                | —                | 0                |                  |    |                      |                      |                      |                      |                      |                      |
| 1958-1959  | Canadiens de Montréal             | LNH        | 64    | 18               | 22               | 40               | —                | 19               | 11               | 3  | 5                    | 8                    | —                    | 12                   |                      |                      |
| 1959-1960  | Canadiens de Montréal             | LNH        | 64    | 13               | 15               | 28               | —                | 24               | 7                | 0  | 3                    | 3                    | —                    | 2                    |                      |                      |
| 1960-1961  | Canadiens de Montréal             | LNH        | 69    | 12               | 20               | 32               | —                | 44               | 5                | 0  | 0                    | 0                    | —                    | 4                    |                      |                      |
| 1961-1962  | Canadiens de Montréal             | LNH        | 66    | 27               | 38               | 65               | —                | 29               | 5                | 0  | 1                    | 1                    | —                    | 6                    |                      |                      |
| 1962-1963  | Canadiens de Montréal             | LNH        | 70    | 23               | 12               | 35               | —                | 51               | 5                | 0  | 0                    | 0                    | —                    | 2                    |                      |                      |
| 1963-1964  | Canadiens de Montréal             | LNH        | 70    | 8                | 21               | 29               | —                | 41               | 7                | 2  | 1                    | 3                    | —                    | 8                    |                      |                      |
| 1964-1965  | Canadiens de Montréal             | LNH        | 70    | 25               | 30               | 55               | —                | 41               | 13               | 2  | 3                    | 5                    | —                    | 10                   |                      |                      |
| 1965-1966  | Canadiens de Montréal             | LNH        | 67    | 22               | 20               | 42               | —                | 10               | 10               | 3  | 4                    | 7                    | —                    | 4                    |                      |                      |
| 1966-1967  | Canadiens de Montréal             | LNH        | 69    | 14               | 27               | 41               | —                | 39               | 10               | 5  | 2                    | 7                    | —                    | 6                    |                      |                      |
| 1967-1968  | Canadiens de Montréal             | LNH        | 70    | 20               | 25               | 45               | 4                | 14               | 13               | 4  | 3                    | 7                    | —                    | 4                    |                      |                      |
| 1968-1969  | Canadiens de Montréal             | LNH        | 72    | 13               | 28               | 41               | 20               | 16               | 14               | 3  | 4                    | 7                    | —                    | 10                   |                      |                      |
| 1969-1970  | Canadiens de Montréal             | LNH        | 72    | 19               | 24               | 43               | 4                | 20               |                  |    |                      |                      |                      |                      |                      |                      |
| 1970-1971  | Canadiens de Montréal             | LNH        | 16    | 1                | 4                | 5                | 0                | 0                |                  |    |                      |                      |                      |                      |                      |                      |
| 1970-1971  | Kings de Los Angeles              | LNH        | 33    | 14               | 13               | 27               | -7               | 8                |                  |    |                      |                      |                      |                      |                      |                      |
| 1971-1972  | Kings de Los Angeles              | LNH        | 76    | 23               | 29               | 52               | -22              | 22               |                  |    |                      |                      |                      |                      |                      |                      |
| 1972-1973  | Kings de Los Angeles              | LNH        | 63    | 20               | 29               | 49               | -12              | 6                |                  |    |                      |                      |                      |                      |                      |                      |
| 1972-1973  | Black Hawks de Chicago            | LNH        | 16    | 6                | 3                | 9                | 0                | 2                | 16               | 5  | 6                    | 11                   | —                    | 0                    |                      |                      |
| 1973-1974  | Cougars de Chicago                | AMH        | 78    | 33               | 50               | 83               | —                | 26               | 18               | 5  | 14                   | 19                   | —                    | 4                    |                      |                      |
| 1974       | Équipe Canada                     | -          | 8     | 4                | 4                | 8                | —                | 10               |                  |    |                      |                      |                      |                      |                      |                      |
| 1974-1975  | Cougars de Chicago                | AMH        | 70    | 15               | 24               | 39               | —                | 28               |                  |    |                      |                      |                      |                      |                      |                      |
| 1975-1976  | Spurs de Denver Civics d'Ottawa   | AMH        | 41    | 21               | 29               | 50               | —                | 14               |                  |    |                      |                      |                      |                      |                      |                      |
| 1975-1976  | Whalers de la Nouvelle-Angleterre | AMH        | 38    | 14               | 19               | 33               | —                | 6                | 17               | 5  | 4                    | 9                    | —                    | 8                    |                      |                      |
| 1976-1977  | Whalers de la Nouvelle-Angleterre | AMH        | 77    | 17               | 31               | 48               | —                | 30               | 3                | 0  | 0                    | 0                    | —                    | 0                    |                      |                      |
| Totaux LNH | Totaux LNH                        | Totaux LNH | 1 032 | 278              | 361              | 639              | —                | 386              | 116              | 27 | 32                   | 59                   | —                    | 68                   |                      |                      |
| Totaux AMH | Totaux AMH                        | Totaux AMH | 304   | 100              | 153              | 253              | —                | 104              | 38               | 10 | 18                   | 28                   | —                    | 12                   |                      |                      |

### Statistiques d'entraîneur
| Saison    | Équipe                 | Ligue |    | PJ | V  | D | N | Pr                  |  | oui |
| 1983-1984 | Pioneers de Denver     | WCHA  | 26 | 8  | 18 | 0 | 0 | 5e Place WCHA       |  |     |
| 1985-1986 | Pioneers de Denver     | WCHA  | 48 | 34 | 13 | 1 | 0 | 2e place WCHA       |  |     |
| 1987-1988 | Pioneers de Denver     | WCHA  | 39 | 20 | 17 | 2 | 0 | 4e place WCHA       |  |     |
| 1990-1991 | Roadrunners de Phoenix | LIH   | 83 | 38 | 36 | 0 | 9 | éliminé en 2e ronde |  |     |
| 1991-1992 | Roadrunners de Phoenix | LIH   | 82 | 29 | 46 | 0 | 7 | Hors des séries     |  |     |

## Honneurs et trophées
- Ligue canadienne de hockey
  - Vainqueur de la coupe Memorial en 1958 avec les Canadiens de Hull-Ottawa
- Ligue nationale de hockey
  - Six fois vainqueur de la coupe Stanley (1959, 1960, 1965, 1966, 1968, 1969).
  - Sélectionné à six reprises pour participer aux Matchs des étoiles (1958, 1959, 1960, 1962, 1965 et 1967).
- Association mondiale de hockey
  - Trophée Paul-Deneau remis au joueur jugé le plus gentilhomme en 1974

## Transactions en carrière
- 1956, signe à titre d'agent libre avec les Canadiens de Montréal.
- 26 janvier 1971, échangé aux Kings de Los Angeles en retour de Gord Labossière et Ray Fortin.
- 12 février 1972, réclamé par les Whalers de la Nouvelle-Angleterre lors du premier repêchage de l'Association mondiale de hockey (AMH).
- 26 février 1973, échangé aux Black Hawks de Chicago par les Kings en retour de Dan Maloney.
- juin 1973, échangé aux Sharks de Los Angeles par la Nouvelle-Angleterre en retour d'une somme d'argent.
- juillet 1973, échangé aux Cougars de Chicago par les Sharks en retour d'une somme d'argent.
- mai 1975, réclamé par les Spurs de Denver lors du repêchage d'expansion.
- 20 janvier 1976, échangé aux Whalers de la Nouvelle-Angleterre par Denver/Ottawa avec Don Borgeson en retour d'une somme d'argent.

### Référence
1. ↑  (en) Fiche de carrière de Ralph Backstrom sur le site du Hockey Hall of Fame : http://www.legendsofhockey.net
2. ↑  (en) « Ralph Backstrom hockey statistics & profile », sur The Internet Hockey Database
3. ↑  « Ralph Backstrom - Statistiques », sur www.nhl.com.